# Norbert Ozimek
Norbert Wojciech Ozimek (Varsavia, 24 gennaio 1945) è un ex sollevatore polacco medagliato olimpico e campione mondiale che ha gareggiato nella categoria dei pesi massimi leggeri (fino a 82,5 kg).

## Carriera
Nel 1965 Ozimek, all'età di vent'anni, vinse la medaglia di bronzo ai campionati europei di Sofia con 445 kg nel totale su tre prove. Qualche mese dopo partecipò ai Campionati mondiali di Teheran, migliorando sensibilmente le sue prestazioni e riuscendo a conquistare la medaglia d'oro con un totale di 472,5, davanti al sovietico Aleksandr Kidyaev (460 kg), campione europeo in carica, e al connazionale Jerzy Kaczkowski (445 kg).
Ozimek negli anni successivi non conseguì risultati rilevanti nelle grandi competizioni internazionali, fino al 1968, anno in cui vinse dapprima la medaglia d'argento ai campionati europei di Leningrado con 470 kg e poi partecipò ali Giochi olimpici di Città del Messico, dove riuscì ad ottenere la medaglia di bronzo con 472,5 kg. nel totale, stesso risultato ottenuto dall'ungherese Győző Veres, il quale però aveva un peso corporeo superiore a quello di Ozimek, e pertanto la medaglia venne assegnata al polacco. Quella gara olimpica era valida anche come campionato mondiale.
Nel 1969 Ozimek vinse la medaglia di bronzo ai campionati europei di Varsavia con 475 kg nel totale. Questa competizione si svolse all'interno del campionato mondiale del 1969, per il quale Ozimek ottenne il 4º posto finale.
L'anno successivo vinse la medaglia d'argento ai campionati mondiali di Columbus con 482,5 kg, preceduto dal sovietico Gennadij Ivančenko (505 kg.), il quale, nell'occasione, stabilì il nuovo record mondiale nel totale.
Nel 1972 partecipò ai Giochi olimpici di Monaco di Baviera, valevoli anche come campionati mondiali di sollevamento pesi, conquistando la medaglia d'argento, dietro al norvegese Leif Jenssen e precedendo l'ungherese György Horváth.
Al termine dell'attività agonistica, si dedicò all'attività di allenatore di sollevamento pesi.
Nel corso della sua carriera Ozimek realizzò un record del mondo nel 1965 nella prova di strappo.

## Palmarès
- Giochi olimpici

Città del Messico 1968: bronzo negli 82,5 kg.
Monaco 1972: argento negli 82,5 kg.
- Mondiali

Teheran 1965: oro negli 82,5 kg.
Città del Messico 1968: bronzo negli 82,5 kg.
Columbus 1970: argento negli 82,5 kg.
Monaco di Baviera 1972: argento negli 82,5 kg.
- Europei

Sofia 1965: bronzo negli 82,5 kg.
Leningrado 1968: argento negli 82,5 kg.
Varsavia 1969: bronzo negli 82,5 kg.